# Bevolking van Bulgarije
Volgens het Nationaal Statistisch Instituut van Bulgarije heeft het land Bulgarije een inwonertal van 6.916.548 personen (31 december 2020). Bijna driekwart van de bevolking woont in steden, variërend van het kleine stadje Melnik tot een miljoenenstad als Sofia.
De laatste officiële volkstelling vond plaats in februari 2011. De totale bevolking werd toen gesteld op 7.364.570 inwoners, waarvan 3.586.571 mannen (48,7%) en 3.777.999 vrouwen (51,3%). Tussen de volkstellingen van 2001 en 2011 nam de bevolking met 564.331 personen af, hetgeen gelijk staat aan een jaarlijkse bevolkingsgroei van -0,7%. Meer dan twee derde van deze afname kan toegeschreven worden aan denataliteit, terwijl de rest het gevolg is van emigratie naar het buitenland.

## Demografie
Bulgarije bevindt zich in een 'demografische crisis'. Het land heeft een laag geboortecijfer, maar tegelijkertijd ook een extreem hoog sterftecijfer. De natuurlijke bevolkingsaanwas is sinds 1990 negatief en wordt met de dag ongunstiger.

### Geboortecijfer

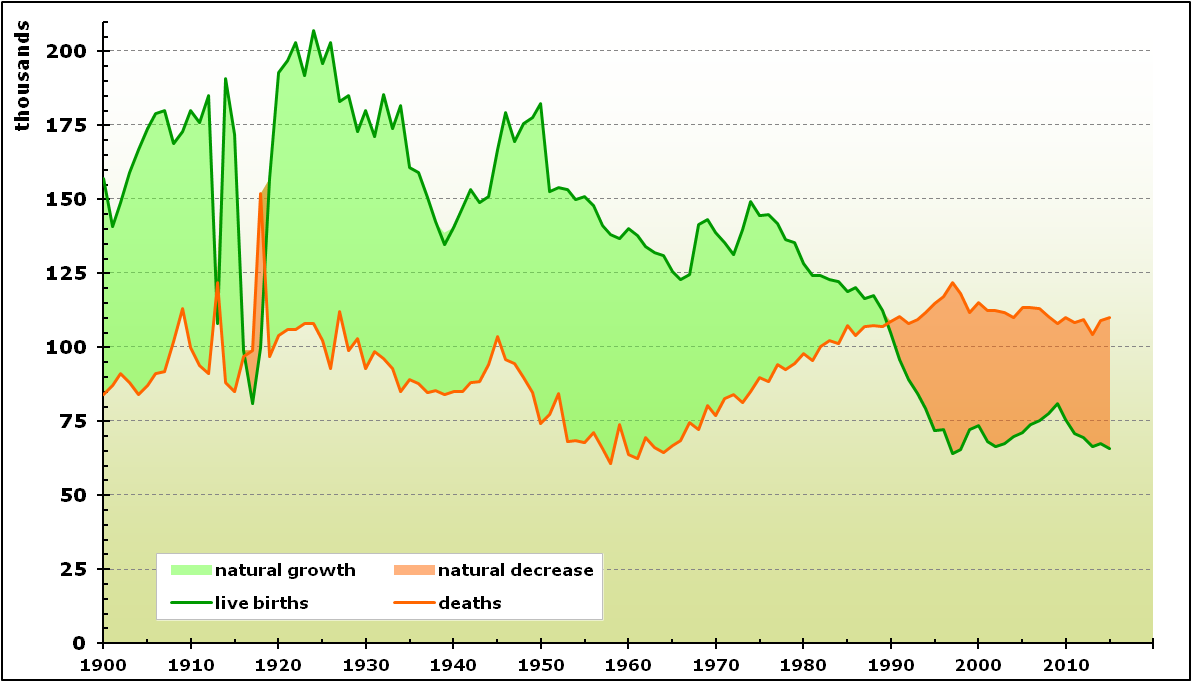
Geboorte- en sterftecijfers, Bulgarije 1900-2015

In 2017 werden er 64.359 geboortes geregistreerd, waarvan 63.955 levendgeborenen. Het geboortecijfer bedroeg 9,0‰ en is daarmee een van de laagste ter wereld (het EU-gemiddelde bedraagt 10,1‰). Het geboortecijfer is vooral laag op het Bulgaarse platteland, als gevolg van het feit dat er steeds minder vrouwen in de vruchtbare levensfase (van 15 tot 44 jaar) in dorpen op het platteland leven.
Er zijn grote regionale en etnische verschillen in het Bulgaarse geboortecijfer. De oblasten Vidin en Gabrovo hebben met 6,5‰ het laagste geboortecijfer, terwijl Sliven een relatief hoog geboortecijfer heeft (12,5‰). Over het algemeen hebben gebieden met een grote Romabevolking ook een hoger geboortecijfer. Zo is het geboortecijfer onder etnische Roma altijd relatief hoog gebleven, terwijl het geboortecijfer van Bulgaarse Turken en etnische Bulgaren de afgelopen jaren flink is afgenomen (zie: onderstaand tabel).
| Bulgaren         | 23,3‰ | 17,3‰ | 13,6‰ | 15,6‰ | 6,9‰  |
| Bulgaarse Turken | 40,9‰ | 40,3‰ | 29,3‰ | 29,6‰ | 13,0‰ |
| Roma             | 47,2‰ | 43,2% | 24,2‰ | 33,3‰ | 26,7‰ |
| Bulgarije        | 25,6‰ | 19,5‰ | 15,3‰ | 16,6‰ | 9,0‰  |

### Sterftecijfer
Het sterftecijfer in Bulgarije is een van de hoogste ter wereld en vergelijkbaar met landen die door aids, hoge kindersterftes en oorlogen worden geteisterd, zoals Swaziland, Lesotho en de Centraal-Afrikaanse Republiek.
In 2017 stierven er alleen al 109.791 mensen, waarvan 26.984 mensen 85 jaar of ouder waren. Het sterftecijfer bedraagt 15,5‰. Over het algemeen hebben stedelijke gebieden een lager sterftecijfer (13,2‰) vergeleken met de plattelandsgebieden (22,0‰). In sommige plattelandsgebieden is het sterftecijfer zelfs hoger dan in periodes waarin oorlogen en epidemieën plaatsvonden.

## Tienerzwangerschappen en tienermoeders

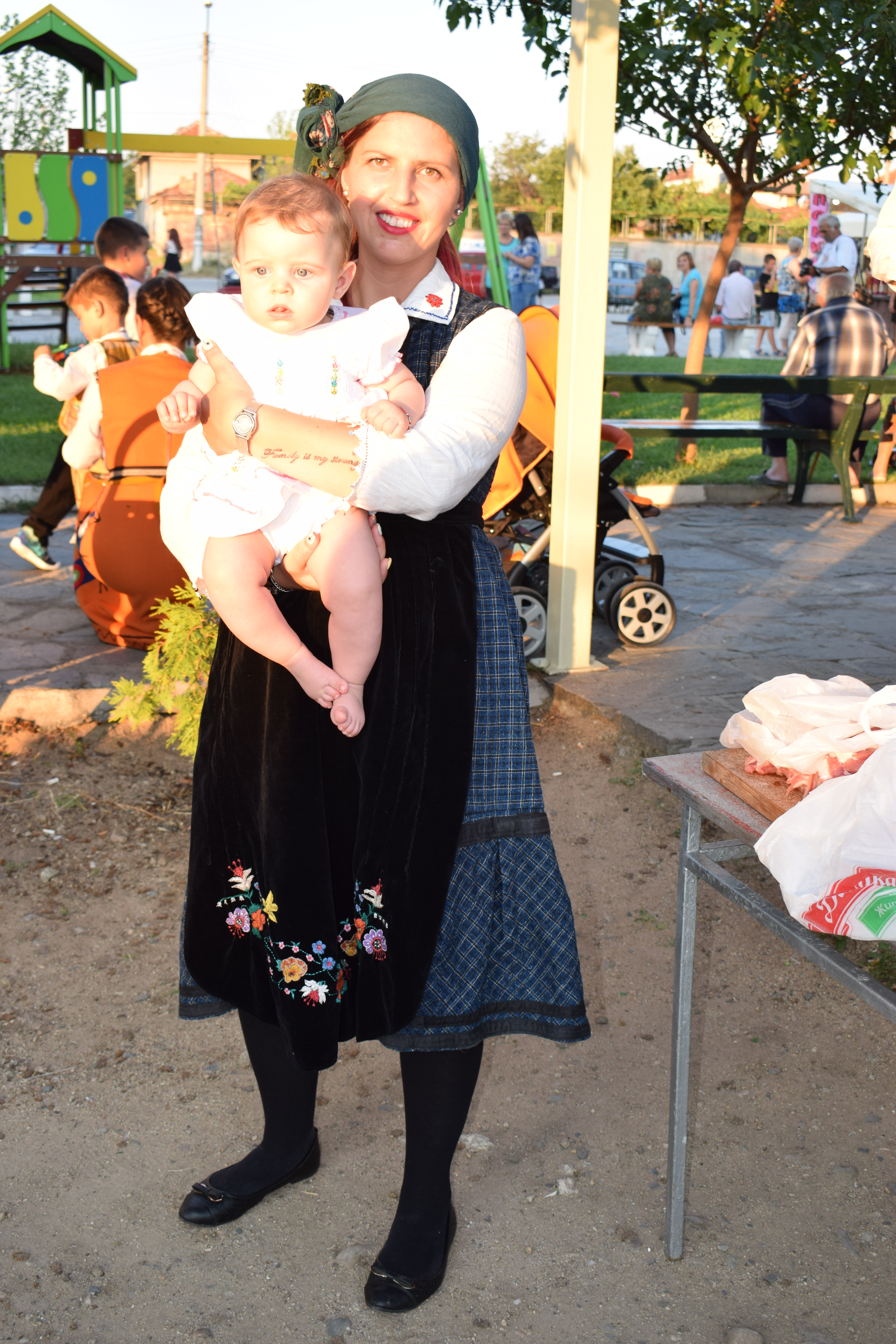
Een Bulgaarse moeder met kind in het dorp Ivan Vazovo

Bulgarije heeft het hoogste aantal tienermoeders van de Europese Unie. Het aantal zwangerschappen per duizend vrouwen tussen de vijftien en twintig jaar is in Bulgarije zo'n 65. Desalniettemin is het aantal tienermoeders de afgelopen decennia sterk afgenomen (zie: onderstaand tabel). De tienermoeders waren vooral afkomstig van nederzettingen met een grote concentratie van etnische Roma.
| Alle moeders              | 105.180 | 71.967 | 73.679 | 69.886 | 75.513 | 65.950 | 63.955 | 61.538 |
| Moeders jonger dan 20     | 22.518  | 16.278 | 12,787 | 10.625 | 8.411  | 6.274  | 6.038  | 6.245  |
| Aandeel van tienermoeders | 21,4%   | 22,6%  | 17,4%  | 15,2%  | 11,1%  | 9,5%   | 9,4%   | 10,1%  |

De gemiddelde leeftijd waarop vrouwen in Bulgarije hun eerste kind krijgen is in 2016 opgelopen naar 26,0 jaar. Dit is veel lager dan de Europese gemiddelde leeftijd van 29,0 jaar. Vrouwen in België en Nederland zijn gemiddeld 28,8 jaar respectievelijk 29,8 jaar oud bij de geboorte van hun eerste kind.

## Bevolkingssamenstelling
De meeste inwoners in Bulgarije zijn etnische Bulgaren (85%). Verder leven er vrij veel Bulgaarse Turken (9%) en een grote gemeenschap van de Roma (5%).

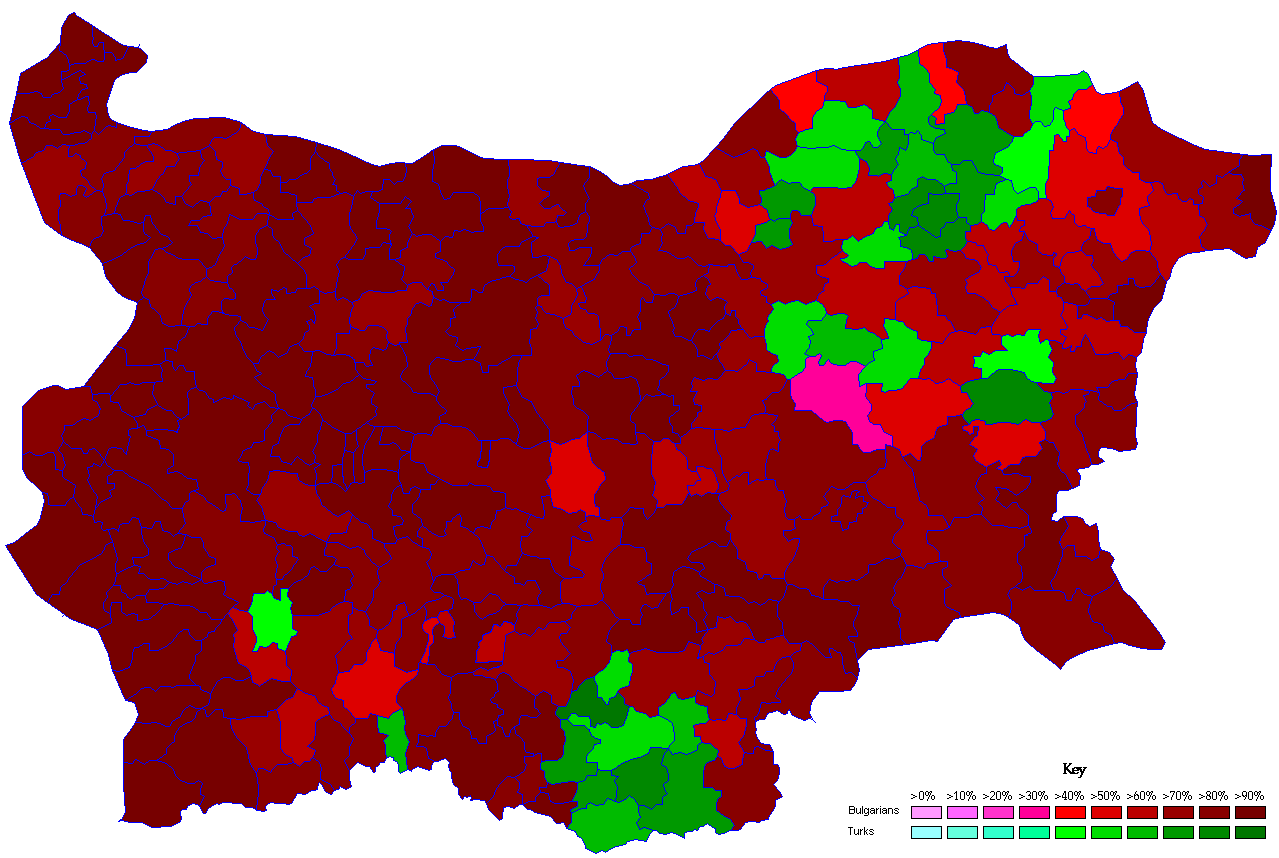
De etnische samenstelling van de bevolking per gemeente (2011)

## Taal
Het Bulgaars is de moedertaal van de meeste inwoners in Bulgarije (85%). Minderheden spreken het Turks (9%) of het Romani (4%).
| Bulgaars     | 5.659.024 | 85,2% |
| Turks        | 605.802   | 9,1%  |
| Romani       | 281.217   | 4,2%  |
| Russisch     | 15.808    | 0,2%  |
| Armeens      | 5.615     | 0,1%  |
| Roemeens     | 5.523     | 0,1%  |
| Grieks       | 3.224     | 0,0%  |
| Vlach Romani | 1.826     | 0,0%  |
| Oekraïens    | 1.755     | 0,0%  |
| Macedonisch  | 1.404     | 0,0%  |
| Arabisch     | 1.397     | 0,0%  |
| Tataars      | 1.372     | 0,0%  |

## Urbanisatie
Na de Tweede Wereldoorlog begon Bulgarije in een rap tempo te urbaniseren. Sinds 1969 wonen er meer mensen in steden dan op het platteland. Inmiddels bedraagt de urbanisatiegraad zo'n 73,7% van de Bulgaarse bevolking (31 december 2018). Bijna één op de vijf inwoners leeft in de hoofdstad Sofia.
In bijna alle steden vormen etnische Bulgaren de meerderheid van de bevolking. De belangrijkste reden hiervoor is een significant hogere urbanisatiegraad onder de Bulgaren (78%) vergeleken met de Turken (38%) en de zigeuners (55%). De grootste Turkse nederzetting is het stadje Momtsjilgrad, met achtduizend etnisch Turkse inwoners, in oblast Kardzjali. Het drieduizend inwoners tellende plaatsje Varbitsa in oblast Sjoemen is bewoond door tweeduizend  Romani en daarmee het enige stadje waar zigeuners de meerderheid vormen. In het vierduizend inwoners tellend dorp Gradets (in oblast Sliven) wonen echter drieduizend zigeuners, maar deze plaats heeft nog geen stadsstatus gekregen. Er zijn tevens ook een aantal krottenwijken in (onder andere) de steden Sofia (wijk Fakulteta) en in Plovdiv (wijk Stolipinovo) waar de meerderheid van de bevolking etnisch Roma is. Stolipinovo is tevens de grootste Roma-nederzetting ter wereld: er wonen meer dan dertigduizend Roma.